# Villa Pretz

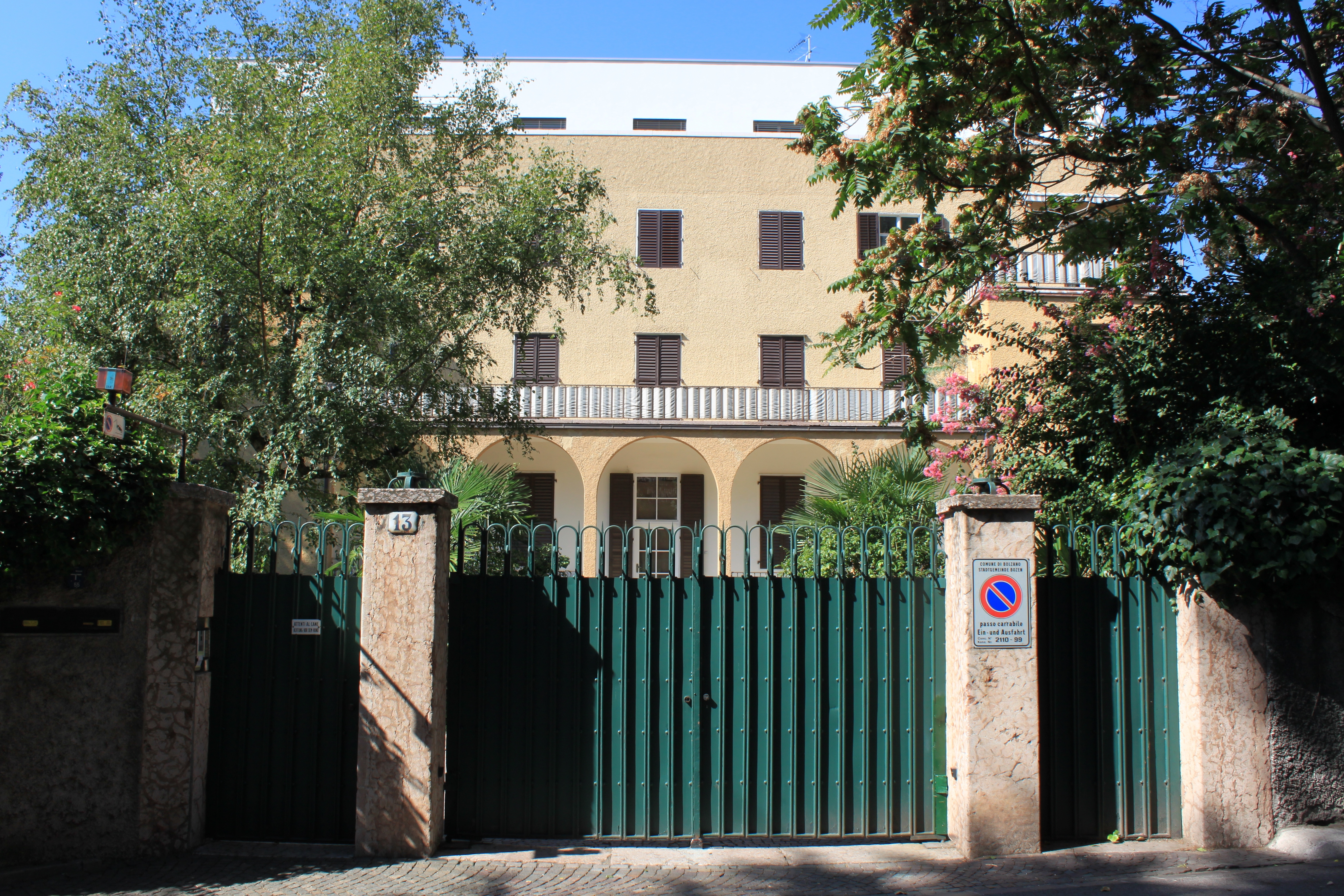
Die Villa Pretz nach dem Dachausbau im Jahr 2012

Die Villa Pretz ist ein denkmalgeschütztes Haus in der Runkelsteinerstraße 13 in Bozen. Es wurde in den Jahren von 1926 bis 1928 nach Plänen von Clemens Holzmeister und Luis Trenker im Stil des Neuen Bauens errichtet. Clemens Holzmeister schrieb 1937 über den Charakter des Hauses:

„Unweit der Talferpromenade, versunken in Weingärten, umgeben von alten Herrensitzen. Gegen die Straße ist die offizielle Note angeschlagen, etwas abweisend nach außen wie die Bozner und ihre Häuser, gegen den Garten und nach innen öffnet sich das Haus beschaulich und ungebunden wie die Inwohner, wenn sie unter sich sind.“

Später wurde die ursprüngliche „heroische“ Form des Gebäudes verändert, wobei die horizontale Dreiteilung der Fassade und die Spannung, die die kleinen Fenster des Dachgeschosses bewirkten, verlorengingen.
2012 wurde nach Plänen des Bozner Architekten Oswald Zöggeler das Dach ausgebaut und der Bau damit weitergehend umgestaltet.